# Тинос
Тѝнос (на гръцки: Τήνος, старогръцко произношение Тенос) е гръцки остров в Егейско море, 4-ти по големина в Цикладските острови. Разположен е между островите Андрос ( на 1,5 km на северозапад), Миконос (на 9 km на югоизток) и Сирос (на 16 km на югозапад). На 10 km на юг от Тинос е малкия остров Риния. Известен е с живописните си села и църквата Св. Богородица в главния град (Тинос или Хора), която привлича поклонници. В древността е наричан Островът на ветровете заради силните северни ветрове (мелтеми). Дължината му от северозапад на югоизток е 27 km, а най-голямата му ширина е 11 km. Площ 195 km². Бреговете му са предимно скалисти. Изграден е основно от кристалинни скали. Има множество кариери за добив на висококачествен мрамор. Релефът му е предимно планиниски с максимална височина 729 m (в крайната му югоизточна част), а покрай брега има малки и тесни крайбрежни равнинни участъци. По-толямата част от острова е покрита със средиземноморски храсти, а по крайбрежието и малките долини се отглеждат лозя, маслини и цитрусови култури. Главен град е Тинос, разположен на южното му крайбрежие. Населението на острова през 2011 г. е 8636 души.

## История
Най-ранните следи от обитаване на острова са от неолита. Гробове от ранножелязната (геометрична) епоха са открити при село Кардиани. По-значителни останки от селище от ранножелязната, архаичната и класическата епоха (8 – 4 в. пр. Хр.) лежат в подножието на връх Ексомбургос. В днешната столица, около църквата „Света Богородица“, са видими укрепления и кули от 5 век, с изменения и надписи по камъните от 3 век пр. Хр. През 4 век пр. Хр. в местността Киония на южния бряг е построено светилище на Посейдон и съпругата му Амфитрита, което просъществува и в римския период, и според Страбон е привличало множество посетители.
Тинос е венецианско владение от 1207 до 1714 г. и османско от 1714 г. основаването на националната гръцка държава през 1821 г. Католическата общност на острова е наследство от венецианския период.
Тинос има силна традиция в обработката на мрамор. Майстори от острова пътуват и работят в Османската империя. След освобождението на Гърция участват в строежа на обществени сгради в Атина като Академията и Царския дворец (днес сградата на Парламента), и по реставрацията на Акропола. В Пиргос са родени скулпторите Янулис Халепас (1851 – 1938) и Димитриос Филипотис. През 1955 г. в Пиргос е основана Школата по изящни изкуства, със специалност мраморна скулптура, а през 2008 г. е построен Музей на мраморните занаяти.
- Връх Ексомбургос
- Пейзаж от Тинос